# Brug 1020

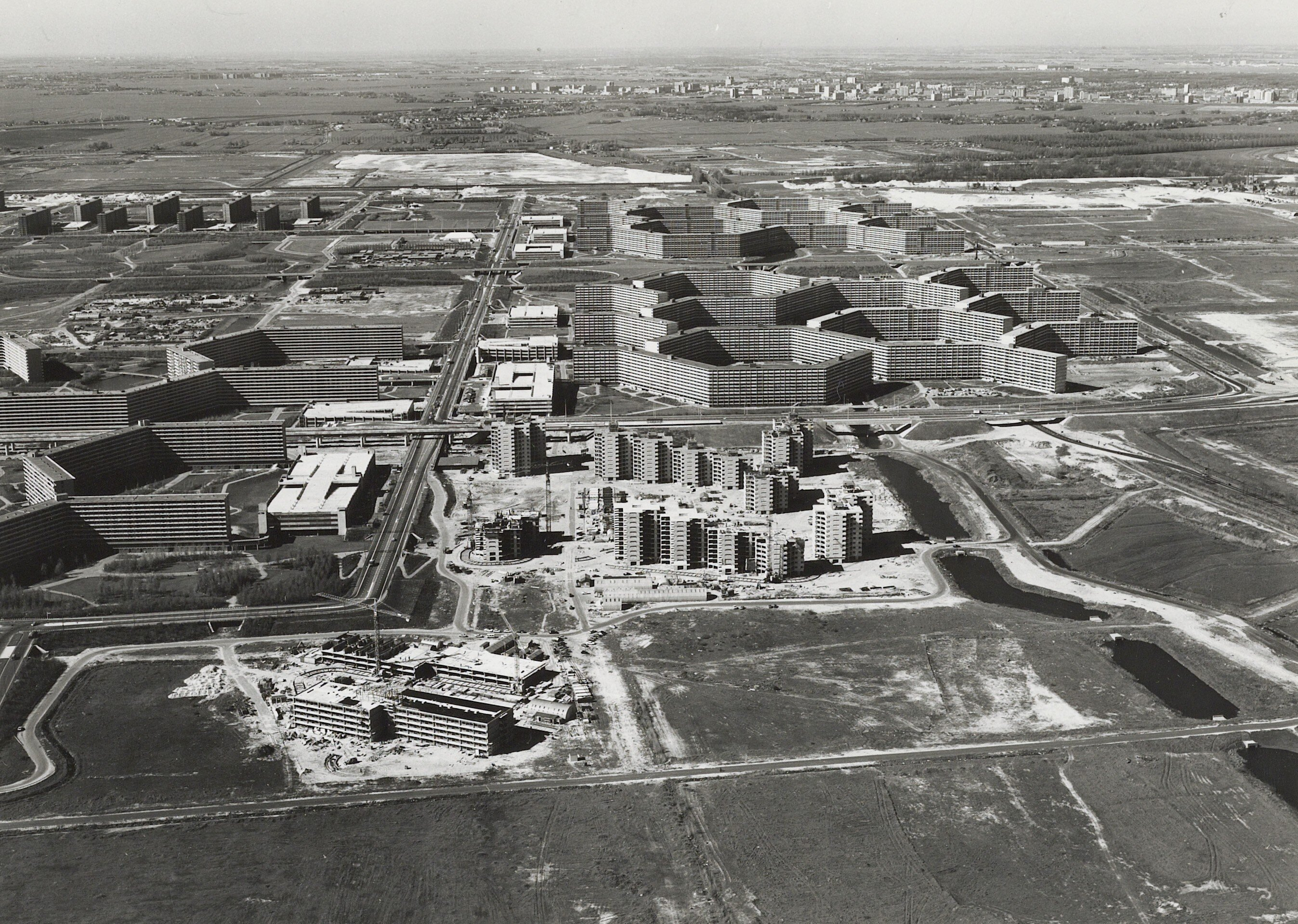
Linksonder Bruggen 1019 (en face) en 1020 (van de zijkant) in de Bijlmerdreef (1974)

Brug 1020 was een bouwkundig kunstwerk in Amsterdam-Zuidoost.
Ze maakte vanaf 1968 deel uit van de infrastructuur van deze toen nog toekomstige woonwijk. In de woonwijk werd een systeem van gescheiden verkeersstromen geïntegreerd. Snelverkeer werd afgewikkeld via dreven op een dijklichaam, langzaam verkeer werd afgewikkeld op straten en paden op maaiveld niveau. Om dit te kunnen realiseren was een groot pakket aan bruggen en viaducten nodig. Deze werden voor het merendeel ontworpen door architect Dirk Sterenberg voor of in samenwerking met de Dienst der Publieke Werken. Sterenberg ontwierp daarbij viaducten en bruggen in allerlei maten. Brug 1020 werd gebouwd toen de Bijlmerdreef richting oosten werd doorgetrokken en aansluiting kreeg op de 's-Gravendijkdreef, maar nog geen verkeer had. Die dreef kreeg een afslag in de vorm van de Geerdinkhofweg, destijds op dijklichaam de hoofdverkeersader van wijk Geerdinkhof en de aansluiting naar Provincialeweg (Provinciale weg 236) langs Gaasp, Weespertrekvaart. Om, wanneer in gebruik, langzaam verkeer de gelegenheid te geven ongestoord tussen Garstkamp en Geerdinkhof te laten reizen werd vlak voor de kruising Geerdinkhofweg en Bijlmerdreef het viaduct 1020 in de Geerdinkhofweg gebouwd. De woonwijken waren toen overigens nog in opbouw. Na de openstelling van de Loosdrechtdreef in 1982 verdween het doorgaande verkeer en werd de Geerdinkhofweg een woonstraat en eindigde op het Geerdinkhofpad.
De viaducten van Sterenberg zijn te herkennen aan de afgeronde randplaten, de standaard leuningen, de betegeling van de taluds en betonblokken op het wegdek, zo ook hier.
Bij nieuw inzicht in de jaren negentig zag de Gemeente Amsterdam liever dat het oostelijke stuk van de Bijlmerdreef vanaf de Gooiseweg geen weg voor snelverkeer meer bleef, maar een brede stadsstraat met middenberm. In 2001 besloot de Gemeente Amsterdam ook het verkeerssysteem Bijlmerdreef, Geerdinkhofweg en 's Gravendijkdreef af te graven en te verlagen. De buurten waren het hier deels mee eens, maar de definitieve herinrichting liet tot 2006 op zich wachten; de buurten wilden een meer groen karakter van de weg, passend bij hun wijken. Het dijklichaam werd afgegraven en de kruising kwam gelijkvloers op maaiveldniveau te liggen; de sterk ingekorte Geerdinkhofweg werd een wijkstraat. Rond 2005 (werk begon eerder dan de uitspraak) betekende dat het eind voor brug 1020. Diezelfde afgraving betekende het eind voor brug 1019.
<<< · 1000 · 1001 · 1002 · 1003 · 1004 · 1005 · 1006 · 1007 · 1008 · 1009 · 1010 · 1011 · 1012 · 1013 · 1014 · 1018 · 1028 · 1029 · 1030 · 1032 · 1033 · 1034 · 1035 · 1036 · 1037 · 1038 · 1039 · 1040 · 1041 · 1044 · 1045 · 1046 · 1048 · 1049 · 1050 · 1051 · 1062 · 1063 · 1064 · 1065 · 1066 · 1067 · 1076 · 1077 · 1078 · 1083 · 1090 · 1092 · 1093 · 1094 · 1095 · 1096 · 1097 · 1098 · 1099 · >>>
Brugnummers  1015, 1016, 1017, 1019, 1020, 1021, 1022, 1023, 1024, 1025, 1026, 1027, 1031, 1042, 1043, 1047, 1052/1053 (niet gebouwd), 1054, 1055, 1056, 1057, 1058, 1059, 1060, 1061, 1068, 1069-1075, 1079, 1080, 1081, 1082, 1084-1088, 1089 en 1091 (onbekend) zijn niet meer vergeven. De meesten daarvan zijn gesloopt in verband met sanering Zuidoost. Alle bruggen lagen en liggen in Zuidoost behalve bruggen 1000 en 1002.